# Ossonis modiglianii
Ossonis modiglianii là một loài bọ cánh cứng trong họ Cerambycidae.